# فریتس ویت
فریتس ویت (به آلمانی: Fritz Witt) (زاده ۲۷ می ۱۹۰۸- مرگ ۱۴ ژوئن ۱۹۴۴) یک ژنرال آلمانی در دوره رایش سوم و از ۲۴ ژوئن ۱۹۴۳ تا ۱۴ ژوئن ۱۹۴۴ فرمانده لشکر دوازدهم زرهی جوانان هیتلری اس‌اس بود.